# Matthias Waibel
Matthias Waibel (* Ende des 15. Jahrhunderts in Martinszell; † 7. September 1525 bei Leutkirch im Allgäu) war ein katholischer Priester, der sich als Prediger der Reformation zu Beginn der Bauernkriege gegen die Obrigkeit stellte und schließlich als Märtyrer starb.

## Leben
Matthias Waibel wurde Ende des 15. Jahrhunderts als Bauernsohn in Martinszell im Allgäu geboren. Sein genaues Geburtsjahr ist nicht bekannt, da im 15. Jahrhundert Kirchenbücher im Allgemeinen noch nicht geführt wurden, schon gar nicht in kleinen Landpfarreien. Auch aus anderen Unterlagen, z. B. des Staatsarchivs Augsburg lassen sich hierzu keine Rückschlüsse ziehen. Aufgewachsen in einem gläubigen, aber armen Elternhaus, musste er schon als kleiner Junge seinem Vater Hans Waibel als Viehhirte helfen. Wohl auf Grund seiner außergewöhnlichen Begabung durfte er auf Kosten eines Kemptener Bürgers die dortige Lateinschule besuchen, 1515 schickte ihn der Fürstabt Johann Rudolf von Raitenau (1507–1523) für vier Jahre zum Theologiestudium auf die Wiener Universität. Vermutlich erfolgte seine Priesterweihe 1519 in Konstanz, da sein Heimatort damals zum Bistum Konstanz gehörte. Anschließend wurde er Pfarrvikar der Stiftskirche St. Lorenz in Kempten sowie Schulmeister an der Lateinschule des Stifts und war sechs Jahre lang der eigentliche Seelsorger der Pfarrei.

## Die Reformation im Allgäu
Als Bauernsohn kannte Waibel die Not der Bauern und ihre Unterdrückung durch die Kemptener Fürstäbte, die die geistliche und weltliche Macht ausübten. Etwa 1520 hatte Luthers Gedankengut und seine Lehre das Allgäu mit Schwerpunkt in Memmingen erreicht. Viele Pfarrer in Stadt und Land begannen im Sinne der neuen Lehre zu predigen, z. B. die Prediger in der reichsstädtischen Kemptener St. Mang-Kirche, Sixtus Rummel (seit 1507 Pfarrer von St. Mang) und Jakob Haistung. Auch Matthias Waibel bekannte sich zu Luthers Lehre und wurde einer der wichtigsten Verbreiter der Reformation im Allgäu. Trotz heftiger Anfeindungen durch die Stiftsherren lehrte er die Rechtfertigung des Menschen allein durch den Glauben ohne Werke und stellte so einen großen Teil der herkömmlichen Frömmigkeitspraxis – Wallfahrten und Prozessionen, Fasten und Abstinenz, Weihrauch-, Kerzen- und Ewig-Licht-Opfer – in Frage. Wie die anderen Reformprediger forderte er u. a. ein Ende des Ablasshandels, die Predigt in deutscher Sprache und die Austeilung des Abendmahls in beiderlei Gestalt. Aber Waibel ging noch weiter: Als am 10. Mai 1523 die Gebeine der Stiftspatrone Gordianus und Epimachus in feierlicher Prozession aus der Lorenzkirche in die Marienkapelle auf der Schweigwiese getragen wurden, nutzte Waibel die Anwesenheit der vielen Gläubigen, um gegen die leichtfertige Selbstsicherheit derer zu predigen, die sich aus dem Erwerb des an diesem Tage angebotenen Ablasses Vergebung ihrer Sünden einreden ließen. Die Stiftsherren aber kritisierten Waibels Beeinträchtigung der Ablasspredigt, denn an den Ablassgeldern waren sie prozentual beteiligt. Zum offenen Streit zwischen dem Stift und seinem Vikar kam es dann wenige Tage später anlässlich der ersten Messfeier des neuen Fürstabtes Sebastian von Breitenstein (1523–1535), dessen Verhalten Waibel von der Kanzel herab als unchristlich anprangerte. Er forderte den Fürstabt öffentlich auf, seinen feudalen Lebensstil einzuschränken und im Sinne der Bruderliebe christlich zu teilen. Er verglich in seiner Predigt die selbstherrliche Regierung der Kemptener Äbte mit dem Anspruch der Heiligen Schrift: "Ein Bischof soll untadelig sein als ein Haushalter Gottes ... (Tit 1,7ff). In der darauffolgenden Auseinandersetzung entging Waibel nur dadurch knapp einem Attentat durch den aufgebrachten Bruder des Fürstabtes, weil der reichsstädtische Bürgermeister Gordian Seuter und der Ratsschreiber ihn daran hindern konnten und Freunde Waibel heimlich versteckten. Daraufhin verlor er sein Amt in St. Lorenz, wurde aber in St. Mang als Pfarrer angestellt und konnte, hochgeachtet beim Volk, einstweilen weiterhin Seelsorgedienste leisten. Am 6. Oktober 1524 versuchte er zusammen mit den Reformpredigern Jakob Haistung und Sixtus Rummel den als seit August 1523 als Guardian und Prediger im Franziskanerkloster Lenzfried wirkenden Franziskanerobservant Johannes Winzler, der schon in Nürnberg und Basel gegen religiöse Neuerungen gekämpft hatte, für eine in Kempten einvernehmliche neue Lehre zu gewinnen, „damit das Christenvolk nicht durch widersprüchliche Predigt verunsichert werde“. Es kam zu einem Streitgespräch  über die Anrufung und Fürbitte der Mutter Gottes und der Heiligen sowie über die Klostergelübde. Die auch schriftlich fortgesetzte theologische Diskussion, in der Waibel und seine Mitstreiter auf die reformatorische Forderung unbedingter Schriftgemäßheit verwiesen, verlief ergebnislos und fand ein jähes Ende durch den Bauernkrieg.

## Der Bauernkrieg im Allgäu
Als der neue Kemptener Abt Sebastian von Breitenstein im Herbst 1524 eine neue, zusätzliche Kriegssteuer ausschrieb, um seinen erhöhten Verpflichtungen gegenüber dem Schwäbischen Bund nachkommen zu können, beschlossen die stiftkemptischen Bauern unter Leitung von Jörg Knopf von Leubas eine formelle Beschwerde bei eben demselben Schwäbischen Bund. Am 24. Februar 1525 schlossen sich den aufständischen Allgäuer Bauern auch die stiftkemptischen an und übernahmen von diesen auch die religiöse Begründung für ihr Tun. Der Bauernkrieg war für das Stift verhängnisvoll. Die aufrührerischen Bauern bemächtigten sich am Aschermittwoch 1525 des Klosters, plünderten es gründlich aus, vernichteten die wertvolle stiftische Bibliothek samt den Urkunden und machten selbst vor den Altären und Heiligtümern des Gotteshauses nicht halt. Der Abt Sebastian von Breitenstein wurde gefangen genommen und für fast zwei Jahre vertrieben; er floh auf die Burg Liebenthann bei Obergünzburg. Seine Rechte und die Vogtei, die das Stift besaß, musste er für 30.000 Gulden an die Stadt abtreten, wodurch sich Kempten aller fürstäbtlich-katholischer Abhängigkeit entledigen konnte. Dieser Vertrag mit Datum vom 6. Mai 1525 ist als "Großer Kauf" in die Geschichte der Stadt Kempten eingegangen. Im "Martinszeller Vertrag" wurden am 25. Oktober 1525 dem Fürstabt weitere Zugeständnisse abgenötigt, trotzdem hatte die Bevölkerung weiter unter seiner Habsucht zu leiden.

## Waibels Tod
Im März 1525 verabschiedete die Christliche Vereinigung in Memmingen die Zwölf Artikel gemeiner Bauernschaft. Matthias Waibel, der großen Rückhalt in weiten Kreisen der aufständischen Bevölkerung besaß, wandte sich in seinen Predigten gegen Gewalt und Krieg, war auf Aussöhnung mit der Obrigkeit bedacht und wurde von den Allgäuer Bauern als einer von 14 Theologen benannt, deren Schiedsspruch sie anerkennen würden. Das machte ihn erneut verdächtig. Um öffentlichen Aufruhr gegen eine gewaltsame Festnahme des beim Volk hochgeachteten Vikars zu vermeiden, wurde Waibel heimlich beim Hauptmann des Schwäbischen Bundes, Georg Truchsess von Waldburg-Zeil, als Rädelsführer der Kemptener Bauernunruhen verklagt, vermutlich von Fürstabt Breitenstein selbst. Am 27. August 1525 wurde der ahnungslose Geistliche trotz der Warnung seiner Freunde durch arglistige Täuschung seines Mesners, der ihn zu einer Taufe außerhalb der Stadt rief, in einen Hinterhalt gelockt und überfallen. Der durch einen Stich Schwerverletzte wurde nach Leutkirch ins Gefängnis geschleift. Eine Petition der Kemptener Bürger beim Fürstabt und dem Hauptmann von Kempten war fruchtlos. Noch aus dem Gefängnisfenster heraus soll Waibel seine Anhänger getröstet und ihnen das Evangelium verkündigt haben. Am 7. September 1525, nach zwölftägiger Gefangenschaft in Leutkirch, wurde er von Scharfrichter Berthold Aichelin, dem berüchtigten Ulmer Profoss des Jörg Truchsess, ohne Gerichtsverfahren nahe dem fünf Kilometer nordwestlich gelegenen Reichenhofen an einer Buche erhängt und starb nach der Überzeugung seiner Anhänger als Märtyrer seines Glaubens. Sein Leichnam wurde von mutigen Leutkirchenern in der Feldkapelle St. Wolfgang bei Reichenhofen begraben.
Am Rande sei vermerkt, dass nicht nur Matthias Waibel wegen seiner Rolle im Bauernkrieg bestraft worden ist, sondern auch sein wohl enger Verwandter Hans Waibel, Wirt zu Martinszell, der zeitweilig auf Burg Wolkenberg eingekerkert war, weil er bäuerlichen Rädelsführern zur Flucht verholfen hatte. Am 23. Juni 1526 wurde er entlassen, nachdem er Urfehde (Versprechen, sich nicht zu rächen) geschworen hatte.

## Legendenbildung, Heiligenverehrung und Vergessen
Wohl in Anlehnung an den Tod Jesu (Lk 23,46) und den ersten christlichen Märtyrer Stephanus (Apg.7,58) sind als Waibels letzte Worte überliefert: "Vater, Dir befehle ich meinen Geist. Wollest meinen Tod nit rächen an meinen Feinden." Hiervon kündet auch ein 37-strophisches Versgedicht, das kurz nach seinem Tode entstand und bis heute die wichtigste, wenn auch poetisch verklärte Quelle seines Lebens und Sterbens geblieben ist. In der "Reformationsgeschichte der Altstadt Kempten" (Dr. Ph. Jakob Karrer, Kempten 1822) lesen wir:
"Am Tage vor Mariä Geburt den 7. Sept. endigt er sein Leben, ohne verhört geworden zu sein. 5–6 Tage blieb er hängen, endlich begruben ihn 2 Bürger von Leutkirch, nachdem sie vorher bei Martin Forstenhauser, damaligen Vogt zu Zeil, um Erlaubniß gebeten, in eine Kapelle auf der Haide, St. Wolfgang genannt. Doch blieben seine Gebeine auch da nicht in Ruhe. Im Jahre Christi 1610 wurde diese Kapelle erweitert, und sollte von dem damaligen Weihbischof zu Konstanz geweihet werden, der sich aber so lange weigerte, bis die Gebeine Waibels ausgegraben wurden, darauf sie in einen alten Fischkorb gelegt, und unter dem Baume, an dem er sein ruhmvolles Leben geendet, begraben worden sind. Diese Geschichte gab dem einfältigen Pöbel Stoff zum Aberglauben und Wundern. Man wallfahrte stark zu seinem Grabe, und gab vor, daß Kranke, durch die auf seinem Grabe befindlichen Erde, gesund würden. Die Sage soll dahin gestellt sein, daß keiner, so zu seinem Tode geholfen, eines rechten natürlichen Todes gestorben sei. Seine gehaltenen kraftvollen Predigten des reinen Evangellii wirkten mächtig auf die Gemüther und Herzen seiner Zuhörer, und der fleißige und öftere Umgang mit diesem Manne erweckte in vielen Bewohnern Kemptens eine brünstige Begierde nach der reinen Lehre des göttlichen Worts..."
1925 wurde "Matthias Waibel. Ein Volksschauspiel in fünf Aufzügen" von A. Winkler, Buchenau/Bayern verfasst. Heute gibt es nur noch wenige Reminiszenzen an ihn. Seine herausragende Bedeutung für die Reformation im Allgäu droht der Vergessenheit anheimzufallen, da er offenbar seit der Gegenreformation totgeschwiegen wurde. Nur ein kleines Emblem an einer Martinssäule vor dem katholischen Pfarrsaal in seinem Geburtsort Martinszell erinnert noch an ihn.  Bisher ist in dem weitgehend katholisch geprägten Allgäuer Umland nirgends eine Straße oder ein Platz nach ihm benannt worden.
Allerdings erinnert die Evangelische Kirche in Deutschland mit einem Gedenktag im Evangelischen Namenkalender am 6. September an Matthias Waibel.
1997 wurde durch die Initiative der Waltenhofener Evangelischen Kirchengemeinde beim Martinszeller Dorffest anlässlich der 500-jährigen Wiedereinweihung der dortigen katholischen Kirche in einem Singspiel und einem Informationsblatt Matthias Waibels gedacht.